# Roter Berg (Hasbergen)
Der Rote Berg ist eine 108 m ü. NHN hohe Erhebung in Hasbergen im Landkreis Osnabrück (Niedersachsen). Er gehört zum Natur- und Geopark TERRA.vita.

## Beschreibung

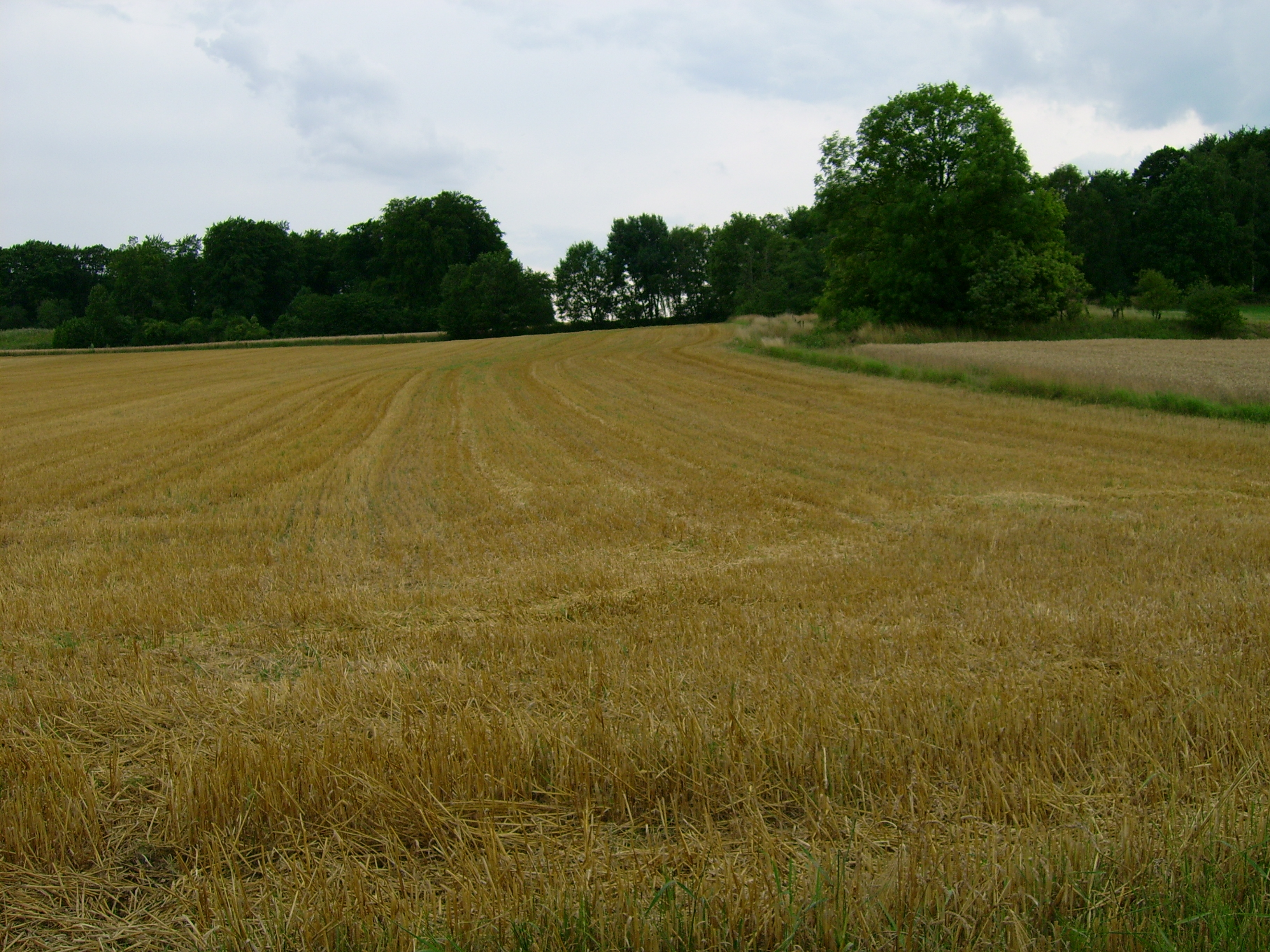
Gipfel des Roten Berges

Der Berg liegt nordwestlich des Heidhornbergs (180,1 Meter) und südwestlich des Ortenbrinks (120,5 Meter). Er gehört zum Gebiet des Hüggel, einem 3,7 Kilometer langen Höhenzug des Oberkarbon im Ibbenbürener Steinkohlenrevier.
Aus der Zeit des Bergbaus ist der Aronstollen erhalten.
Am Roten Berg befindet sich eine Grabhügelgruppe, die zwischen Mai 1984 und April 1985 archäologisch erforscht wurde.
Der Rote Berg ist durch Wanderwege erschlossen. Am Berg befindet sich ein Wandererparkplatz. Dort ist der Weg zu einem Geologischen Lehrpfad ausgeschildert. 
Nach dem Berg ist die Schule am Roten Berg, eine Haupt- und Realschule in Hasbergen, benannt.